# الاحتجاجات العشرة
الاحتجاجات العشرة مع علماء العامة، كتاب شيعي من تأليف السيد عبدالله الشيرازي، يحتوي 10 مناظرات حدثت بينه وبين علماء السنة في مكة والمدينة.

## انظر أیضا
- ثم اهتدیت.
- فاسألوا أهل الذكر
- المراجعات
- ليالي بيشاور